# Игленик (Ново Место)
Игленик (словен. Iglenik) је насељено место у општини Ново Место, регија Југоисточне Словеније, Словенија.

## Историја
До територијалне реорганизације у Словенији био је у саставу старе општине Ново Место.

## Становништво
У попису становништва из 2011. године, Игленик је имао 32 становника.
| Број становника према пописима | Број становника према пописима | Број становника према пописима |
| ------------------------------ | ------------------------------ | ------------------------------ |
| 1991                           | 2002                           | 2011                           |
| 25                             | 31                             | 32                             |